# Fernando Navarrete Monteserín

Fernando Navarrete Monteserín

Fernando Navarrete Monteserín (La Coruña, 1903 - Madrid, 1999) fue un barítono, director de escena y catedrático de canto, gallego.

## Biografía
Solista infantil en la Capilla Parroquial de la Iglesia de Santa Lucía de La Coruña a los 8 años, estudió Música y Declamación en la Escuela de Arte del Instituto da Guarda de la misma ciudad con los maestros José Baldomir, Saborit y Brañas y Canto con la maestra Bibiana de Varela. En 1920 se incorpora al Orfeón El Eco. Es becado por la Diputación de La Coruña para realizar estudios superiores de canto en Madrid con el maestro Ignacio Tabuyo lo que simultanea como barítono solista del Teatro Calderón de la capital. En 1929 Interviene en el estreno en La Coruña y en Vigo de la ópera gallega O Mariscal de Eduardo Rodríguez Losada, Ramón Cabanillas y Antón Villar Ponte.
Cofunda con Castelo, De Santiago "Nito" y otros artistas y escritores coruñeses la Sociedad Lírica "Ofelia Nieto" con la que representa como barítono en el Teatro Rosalía de Castro de La Coruña y en las principales ciudades gallegas, las zarzuelas Luisa Fernanda, La Calesera, La Fama del Tartanero y La del Manojo de Rosas. Participa en los recitales de Unión Radio de Madrid, llevando a las ondas un extenso repertorio lírico. Funda la agrupación ARTE (Unión de Artistas Líricos) con la que recorre nuevamente Galicia representando El Huésped del Sevillano, La Dolorosa, Los Claveles, etc. En 1939 estrena en el Principal de Santiago y un año después en el Teatro Español de Madrid, la opereta Malibú con letra de Damarta y él mismo y música de Mili Porta. 
Vocal del Centro Gallego de Madrid y de la asociación Miguel Fleta, accede por oposición a la plaza de Catedrático de Canto del Conservatorio Profesional de Música de Valencia y en 1964, también por oposición, a la plaza de Catedrático de Canto Lírico y Dramático del Real Conservatorio Superior de Música de Madrid. Imparte cursos de Técnica Vocal Superior becado por Fundación Santiago Lope en Valencia, compaginando su tarea docente con el desarrollo de su propia carrera musical, de la que destacan múltiples actuaciones por España como barítono y la grabación de discos como "Airiños. Viejos Cantares de Galicia" (Orpheo) o como director de la coral Anaquiños da Terra del Centro Gallego de Madrid, de la coral Alalá de Veiga, del Grupo de Ópera de Madrid y del coro de voces blancas Iria Flavia con el que graba además el disco "Aires Gallegos" (Montilla-Zafiro) y la participación en las emisiones para América de Radio Nacional de España con música gallega, zarzuelística y clásica.
Traduce al gallego, edita y pone en escena diversas obras, como Bastián e Bastiana de Mozart y La Serva Padrona de Pergolesi, es nombrado director de la Compañía Joven de Zarzuela y Ópera Marcos Redondo, de la Coral Universitaria Santo Tomás de Aquino de Madrid y del centro "Diagnosis vocal" para rehabilitación de voces, así como profesor vocal de los Padres Oblatos de Pozuelo de Alarcón.
En 1987 recibe el homenaje por su carrera artística y docente de la Diputación de La Coruña y de la Polifónica "El Eco" en su 105 aniversario, participando en el acto celebrado en La Coruña con diversas piezas.